# Octocrilen
Octocrilen, auch Octocrylen, ist ein Wirkstoff, der als Sonnenschutzfilter in Kosmetika Verwendung findet. Es handelt sich um ein 1:1-Gemisch von zwei isomeren chemischen Verbindungen, die Strukturelemente der Cyanacrylate und der Zimtsäureester aufweisen. Das ausgedehnte π-Elektronensystem und die starre Molekülstruktur bewirken die UV-absorbierende Wirkung. Octocrilen ist eine ölige, klare gelbe Flüssigkeit, die nicht mit Wasser mischbar ist.

## Herstellung
Die Knoevenagel-Reaktion von Benzophenon (1) mit 2-Ethylhexylcyanacetat (2) (aus Cyanessigsäure und 2-Ethylhexanol in Gegenwart von p-Toluolsulfonsäure in 92%iger Ausbeute) in Gegenwart von Propionsäure und Ammoniumacetat erzeugt bei 100 °C innerhalb von 5 bis 6 Stunden nach Destillation Octocrilen (3) mit Ausbeuten zwischen 79 und 94 %.
Unter den gewählten Bedingungen (Temperatur, Zeit) erfolgt kein vollständiger Umsatz der Edukte, aber die Bildung unerwünschter Nebenprodukte, wie z. B. 2-Cyan-3,3-diphenylacrylamid und gefärbter Verunreinigungen. Wegen der photosensibilisierenden Eigenschaften von Benzophenon sollten auch geringe Verunreinigungen davon im Endprodukt vermieden werden.
In Umkehrung der Reaktionsfolge kann auch Ethylcyanacetat (Cyanessigsäureethylester) zuerst mit Benzophenon umgesetzt werden
Die Knoevenagel-Reaktion unter Zusatz von Eisessig und gasförmigem Ammoniak erfordert für hohen Umsatz (>95 %) lange Reaktionszeiten (>48 Stunden), um industriell brauchbare Endproduktausbeuten von 90 % zu erreichen. Das erhaltene Ethyl-2-cyan-3,3-diphenylacrylat wird anschließend in Gegenwart von Natriumcarbonat mit 2-Ethylhexanol in 97%iger Ausbeute zu Octocrilen umgeestert.
Eine Reaktionsvariante über Benzophenonimin soll die Probleme des geringen Reaktionsumsatzes und der Benzophenon-verunreinigung vermeiden. Dabei wird Benzophenonimin (aus Benzophenon mit Ammoniak in Gegenwart von Titandioxid innerhalb von 5 Stunden bei 130 °C und 200 bar Druck mit Selektivitäten bis 99 % und Umsätzen bis 98 % erhalten) mit 2-Ethylhexylcyanoacetat bei Raumtemperatur umgesetzt. Nach Vakuumdestillation in einem Dünnschichtverdampfer fällt Octocrilen als hellgelbes Öl in 94%iger Ausbeute und einer Reinheit von 99,5 % an.

## Eigenschaften
Octocrilen absorbiert Licht mit einem Absorptionsmaximum bei 303 nm hauptsächlich im UV-B- und wenig im kurzwelligen UV-A-Bereich. Die Filterwirkung ist nicht sehr stark. Octocrilen wird stets in Kombination mit weiteren Filtersubstanzen eingesetzt, wobei es gleichzeitig die Photostabilität bestimmter UV-A-Filter, wie z. B. Avobenzone erhöht und in der Folge deren Schutzwirkung stabilisiert.
Wenn solche Kombinationen zusätzlich nanoteiliges Titandioxid als anorganischen UV-Absorber enthalten, muss wegen der hohen Photoreaktivität unbeschichteter TiO2-Nanopartikel mit der Entstehung von reaktiven Sauerstoffspezies (reactive oxygen species, ROS) gerechnet werden, die den Photoabbau der organischen UV-Absorber fördern und damit deren Schutzwirkung aufheben.
Octocrilen unterdrückt nach dem Auftragen auf die Haut eine mögliche Rekristallisation gelöster UV-Filtersubstanzen. Octocrilen selbst ist photostabil und in der Anwendung reizarm.
In den letzten Jahren wurde eine Häufung von Kontaktallergien bei Verwendung von Octocrilen in Sonnenschutzmitteln berichtet, die bei Erwachsenen anscheinend im Wesentlichen auf eine vorherige Photosensibilisierung durch die äußerliche Anwendung von Ketoprofen-Präparaten zurückzuführen ist. Insgesamt scheinen primäre Sensibilisierungen gegen Octocrilen selten zu sein.
Die ausgeprägte Lipophilie organischer UV-Absorber führt zu einem hohen Bioakkumulationspotential, und Spuren von Octocrilen werden daher seit Jahren in Seen und Flüssen, sowie bereits im Leitungswasser gefunden. Neuere Untersuchungen der Auswirkungen von Octocrilen auf molekularer Ebene bei Zebrabärblingen (engl. zebrafish) zeigen „ein geringes Potential für reproduktive Effekte“ an.

## Risikobewertung
Octocrilen wurde 2012 von der EU gemäß der Verordnung (EG) Nr. 1907/2006 (REACH) im Rahmen der Stoffbewertung in den fortlaufenden Aktionsplan der Gemeinschaft (CoRAP) aufgenommen. Hierbei werden die Auswirkungen des Stoffs auf die menschliche Gesundheit bzw. die Umwelt neu bewertet und ggf. Folgemaßnahmen eingeleitet. Ursächlich für die Aufnahme von Octocrilen waren die Besorgnisse bezüglich hoher (aggregierter) Tonnage und weit verbreiteter Verwendung sowie der Gefahren ausgehend von einer möglichen Zuordnung zur Gruppe der PBT/vPvB-Stoffe. Die Neubewertung läuft seit 2012 und wird von Frankreich durchgeführt. Um zu einer abschließenden Bewertung gelangen zu können, wurden weitere Informationen nachgefordert.
Octocrilen zeigt keine endokrindisruptive Wirkung und allergische Reaktionen sind selten.
Eine im März 2021 veröffentlichte Studie zeigte, dass sich Octocrilen nach etwa einjähriger Lagerung in das möglicherweise krebserregende Benzophenon zersetzt.

## Gesetze zum Korallenschutz
In dem Südseestaat Palau ist Octocrilen in Sonnenschutzmitteln zum Schutz der Korallenriffe seit Januar 2020 verboten. Das Verbot beruht auf den Ergebnissen einer 2017 veröffentlichten Studie zur Verschmutzung der Unterwasserwelt am Jellyfish Lake. Zum Schutz der Korallenriffe verabschiedete der US-Bundesstaat Hawaii ein ab dem 1. Januar 2021 wirksames Gesetz, das den dortigen Verkauf von Sonnenschutzmitteln, die Oxybenzon und Octinoxat enthalten, untersagt. Zum 1. Januar 2023 soll die Liste verbotener Inhaltsstoffe um Octocrilen erweitert werden.

## Handelsnamen
- Uvinul N 539 T, Parsol 340, Eusolex OCR